# Ischnomera konoi
Ischnomera konoi là một loài bọ cánh cứng trong họ Oedemeridae. Loài này được Nakane miêu tả khoa học năm 1973.